# Petovia patrisaloysii
Petovia patrisaloysii là một loài bướm đêm trong họ Geometridae.